# Dave McConnell
David „Dave” McConnell (ur. 1950 roku w Montrealu) – kanadyjski kierowca wyścigowy.

## Kariera
McConnell rozpoczął karierę w międzynarodowych wyścigach samochodowych w 1971 roku od startów w Formule Malson, Eastern Canadian Endurance Championship, Tasman Series oraz Kanadyjskiej Formuły B. W Formule Molson uzbierane 109 punktów dało mu tytuł mistrzowski. W Formule B trzykrotnie stawał na podium, w tym raz na jego najwyższym stopniu. Z dorobkiem 78 punktów uplasował się na trzeciej pozycji w klasyfikacji generalnej. W późniejszych latach Kanadyjczyk pojawiał się także w stawce Formuły Atlantic BRSCC, Formula B SCCA Continental oraz Europejskiej Formuły 2.
W Europejskiej Formule 2 Kanadyjczyk wystartował w trzech wyścigach sezonu 1973. Podczas pierwszego wyścigu sezonu stanął na trzecim stopniu podium. Uzbierane sześć punktów dało mu trzynaste miejsce w końcowej klasyfikacji kierowców.